# Chrotogale owstoni
Chrotogale owstoni (Пальмова цивета Оустона) — ссавець родини віверових (Viverridae).

## Поширення
Діапазон поширення — південно-східна Азія: північний і центральний Лаос, північний В'єтнам, південний Китай. Помічений у рівнинних і гірських вічнозелених лісах, широколистяних лісах на вапнякових ґрунтах, бамбукових лісах, сильно деградованих лісах, узліссях.

## Морфологія
Морфометрія. Довжина голови й тіла: 560–720 мм, довжина хвоста: 350–470 мм, вага: 2.5–4.0 кг.
Опис. Колір тіла варіює від сірувато-білого до жовто-коричневого, блідший знизу; різкі широкі чорні смуги по всій спині, і смуги на шиї і обличчі, темні плями на боках шиї і ніг. Візерунок плям і смуг змінюється індивідуально. Хвіст смугастий при основі, темний на дистальних двох третинах довжини. Низ із сильною домішкою яскравого оранжево-червоного у дорослих самців, жовтуватого у дорослих самиць.

## Поведінка, життєвий цикл
Робить прості нори під великими стовбурами дерев або в густих кущах, а також часто використовує природні отвори в деревах, під каменями, або в землі. Нічний, у значній мірі наземний вид. Може добре лазити по деревах, коли це потрібно для пошуків їжі. Природний раціон складається переважно з дощових хробаків, але також у нього входять дрібні хребетні, комахи і фрукти. У неволі з готовністю вживають яловичину, курятину і банани. Хоча рід, як повідомляється, солітарний у дикій природі, кілька особин обох статей мирно жили разом в неволі і прийняли нових членів у групи без показу будь-якої агресії. Як правило, мовчить і позначає свою територію запахом. Спаровування, здається, відбувається головним чином з січня по березень, але може тривати до листопада, є один або два приплоди на рік. Період вагітності: 60 днів, народжується від одного до трьох дитинчат, новонароджені важать 75–88 грам.

## Загрози та охорона
Загрозами є втрата і деградація місць проживання, а також полювання заради м'яса, для традиційної медицини. Його присутність була підтверджена в 10 природоохоронних територіях у В'єтнамі, два в Лаосі і три в Китаї.